# Dashcam
Een dashcam of dashboardcamera is een videocamera die boven het dashboard van een auto wordt geplaatst om door de voorruit te filmen.
Een dashcam kan helpen om bewijs aan te voeren voor de verzekering. Het gebruik van een dashcam is in België en Nederland legaal.
Dashcams zijn er in alle soorten en maten en worden veelal geproduceerd in China en Zuid-Korea. Er zijn ook dashcams verkrijgbaar die zowel vóór als achter de auto kunnen filmen; dit is vooral handig bij aanrijdingen van achter.

## Trend
In Nederland is de dashcam onder andere bekend geworden door de filmpjes van de meteoroïde bij Tsjeljabinsk op 15 februari 2013. Vrij vlot na de inslag van de meteoriet waren de eerste beelden beschikbaar, het meeste afkomstig van dashcams uit de auto's van Russische automobilisten. De dashcam werd in Nederland vrij populair, ook wereldwijd worden ze steeds meer gebruikt. In Engeland worden nieuwe huurauto's er standaard mee uitgerust.

## België en Nederland
Het filmen met een dashcam in België en Nederland is legaal en valt onder de vrije nieuwsgaring. Bij publicatie van een video die opgenomen is met een dashcam, is het wel zaak dat de personen in de video onherkenbaar worden gemaakt, of dient duidelijk te worden gemaakt waarom de herkenbaarheid belangrijker is dan de privacy. Verder komt het wel eens voor dat bestuurders hun mobiele telefoon als dashcam gebruiken om bijvoorbeeld een aanrijding of asociaal rijgedrag vast te leggen. Het vasthouden van de mobiele telefoon door de bestuurder van een auto is echter niet toegestaan.

## Rusland
In Rusland is het door verzekeringsmaatschappijen verplicht om een dashcam te gebruiken, aangezien daar veel fraude voorkomt in het verkeer.
Volgens de Russische Nationaal Product Association worden dashcams beschouwd als product van het jaar 2013. Binnen Rusland wordt door grote verzekeringsmaatschappijen voldoende, duidelijk en begrijpelijk videomateriaal geclassificeerd als onmiskenbaar bewijs en in de meeste gevallen kort de indiening van een video van het auto-ongeluk het proces van betaling in van 6 tot 2 weken.